# Michael Weiss (patinador)
Michael Weiss (Washington, D.C., 2 de agosto de 1976) é um ex-patinador artístico americano, que competiu no individual masculino. Ele foi duas vezes medalhista de bronze no Campeonato Mundial (1999 e 2000), foi medalhista de bronze do Campeonato dos Quatro Continentes de 2001 e foi campeão por quatro vezes do campeonato nacional americano. Weiss disputou os Jogos Olímpicos de Inverno de 1998 e de 2002 terminando na sétima posição em ambas edições.

## Principais resultados
| Resultados                                                             | Resultados       | Resultados       | Resultados      | Resultados       | Resultados        | Resultados       | Resultados        | Resultados        | Resultados        | Resultados        | Resultados      | Resultados        | Resultados        | Resultados    |
| Internacional                                                          | Internacional    | Internacional    | Internacional   | Internacional    | Internacional     | Internacional    | Internacional     | Internacional     | Internacional     | Internacional     | Internacional   | Internacional     | Internacional     | Internacional |
| Evento/Temporada                                                       | 1992– 1993       | 1993– 1994       | 1994– 1995      | 1995– 1996       | 1996– 1997        | 1997– 1998       | 1998– 1999        | 1999– 2000        | 2000– 2001        | 2001– 2002        | 2002– 2003      | 2003– 2004        | 2004– 2005        | 2005– 2006    |
| ---------------------------------------------------------------------- | ---------------- | ---------------- | --------------- | ---------------- | ----------------- | ---------------- | ----------------- | ----------------- | ----------------- | ----------------- | --------------- | ----------------- | ----------------- | ------------- |
| Jogos Olímpicos                                                        |                  |                  |                 |                  |                   | 7.º              |                   |                   |                   | 7.º               |                 |                   |                   |               |
| Campeonato Mundial                                                     |                  |                  |                 |                  | 7.º               | 6.º              | Medalha de bronze | Medalha de bronze |                   | 6.º               | 5.º             | 6.º               |                   |               |
| Campeonato dos Quatro Continentes                                      |                  |                  |                 |                  |                   |                  |                   |                   | Medalha de bronze |                   |                 |                   |                   | 9.º           |
| GP Grand Prix Final                                                    |                  |                  |                 |                  |                   |                  | 4.º               |                   |                   |                   |                 | Medalha de bronze |                   |               |
| GP Bofrost Cup on Ice                                                  |                  |                  | 10.º            |                  |                   | 5.º              |                   |                   |                   | 8.º               | 4.º             |                   |                   |               |
| GP Cup of Russia                                                       |                  |                  |                 |                  | Medalha de bronze | 4.º              |                   |                   | 6.º               |                   |                 | 4.º               |                   |               |
| GP NHK Trophy                                                          |                  |                  |                 |                  |                   |                  |                   |                   |                   |                   |                 |                   | 4.º               |               |
| GP Skate America                                                       |                  |                  |                 | Medalha de prata |                   |                  | Medalha de prata  | 4.º               |                   | 4.º               | 5.º             | Medalha de ouro   | Medalha de bronze |               |
| GP Skate Canada International                                          |                  |                  |                 |                  | 6.º               |                  |                   |                   |                   |                   |                 |                   |                   |               |
| GP Trophée Éric Bompard                                                |                  |                  |                 |                  | Medalha de bronze |                  | Medalha de prata  | 5.º               |                   |                   | Medalha de ouro | Medalha de bronze |                   | 6.º           |
| Grand Prix St. Gervais                                                 |                  | Medalha de prata |                 |                  |                   |                  |                   |                   |                   |                   |                 |                   |                   |               |
| Jogos da Boa Vontade                                                   |                  |                  | 6.º             |                  |                   |                  | 4.º               |                   |                   | Medalha de prata  |                 |                   |                   |               |
| Nebelhorn Trophy                                                       |                  | Medalha de prata |                 |                  | Medalha de ouro   |                  |                   |                   |                   |                   |                 |                   |                   |               |
| Universíada                                                            |                  |                  | Medalha de ouro |                  |                   |                  |                   |                   |                   |                   |                 |                   |                   |               |
| Internacional – Júnior                                                 |                  |                  |                 |                  |                   |                  |                   |                   |                   |                   |                 |                   |                   |               |
| Campeonato Mundial Júnior                                              | Medalha de prata | Medalha de ouro  |                 |                  |                   |                  |                   |                   |                   |                   |                 |                   |                   |               |
| Nacional                                                               |                  |                  |                 |                  |                   |                  |                   |                   |                   |                   |                 |                   |                   |               |
| Campeonato dos Estados Unidos                                          |                  | 8.º              | 6.º             | 5.º              | Medalha de prata  | Medalha de prata | Medalha de ouro   | Medalha de ouro   | Medalha de peltre | Medalha de bronze | Medalha de ouro | Medalha de prata  | Medalha de peltre | 5.º           |
| Camp. dos Estados Unidos – Júnior                                      | Medalha de ouro  |                  |                 |                  |                   |                  |                   |                   |                   |                   |                 |                   |                   |               |
|                                                                        |                  |                  |                 |                  |                   |                  |                   |                   |                   |                   |                 |                   |                   |               |
| Legenda: GP = Grand Prix; Competição não foi disputada nesta temporada |                  |                  |                 |                  |                   |                  |                   |                   |                   |                   |                 |                   |                   |               |

### Até 1992
| Resultados                        | Resultados | Resultados       | Resultados | Resultados        | Resultados | Resultados | Resultados | Resultados | Resultados | Resultados | Resultados | Resultados | Resultados | Resultados |
| Nacional                          | Nacional   | Nacional         | Nacional   | Nacional          | Nacional   | Nacional   | Nacional   | Nacional   | Nacional   | Nacional   | Nacional   | Nacional   | Nacional   | Nacional   |
| Evento/Temporada                  | 1987– 1988 | 1988– 1989       | 1989– 1990 | 1990– 1991        | 1991– 1992 |            |            |            |            |            |            |            |            |            |
| --------------------------------- | ---------- | ---------------- | ---------- | ----------------- | ---------- | ---------- | ---------- | ---------- | ---------- | ---------- | ---------- | ---------- | ---------- | ---------- |
| Camp. dos Estados Unidos – Júnior |            |                  |            |                   | 5.º        |            |            |            |            |            |            |            |            |            |
| Camp. dos Estados Unidos – Noviço | 6.º        | Medalha de prata | 5.º        | Medalha de bronze |            |            |            |            |            |            |            |            |            |            |
|                                   |            |                  |            |                   |            |            |            |            |            |            |            |            |            |            |